# Collège royal (Maroc)
Pour l’article homonyme, voir Collège royal (France).
Le Collège royal, anciennement Collège impérial, est un établissement d'enseignement primaire et secondaire créé en 1942 à Rabat, au Maroc, dans le but d'instruire les membres de la famille royale alaouite. Il est situé dans le Palais royal. Plusieurs grands professeurs ont enseigné dans ce collège-lycée royal.

## Histoire
Le Collège royal, alors appelé Collège impérial, se trouve au sein du palais royal de Rabat et a été fondé en 1942 par le sultan alaouite Sidi Mohammed ben — « fils de » — Youssef (futur roi Mohammed V) pour ses deux fils, Moulay El Hassan (futur roi Hassan II) et son frère cadet Moulay Abdallah (qu'il appelait respectivement, selon son neveu Moulay Hicham, Sid Sghir, « le jeune maître » et Sid el Aziz, « le maître chéri »). L'idée était de leur donner une éducation moderne, dans un établissement qui garde un caractère collectif et traditionnel. Deux classes furent donc créées, avec une dizaine d'élèves d'élite recrutés pour chacune. Lalla Amina, la fille cadette du roi Mohammed V fut également scolarisée au Collège royal,.
Il fut perpétué par Hassan II, dont tous les enfants y ont été à leur tour scolarisés, notamment Sidi Mohammed ben El Hassan (futur roi Mohammed VI). Les camarades de ce dernier, qui comme le reste de son entourage l'appelaient alors Smit Sidi (« le titre traditionnel du prince héritier, littéralement “le nom du seigneur” »), l'accompagnèrent jusqu'au baccalauréat et, pour certains d'entre eux, à l'université ; ils étaient au nombre de onze : quatre fils de notables et sept jeunes « méritants », choisis parmi les meilleurs élèves du pays, tous issus d'une région différente du Royaume. Ils ont été élevés avec le prince héritier, avec des cours démarrant à 7 h et s'achevant à 20 h, et ont commencé leur carrière professionnelle dans les dernières années du règne de Hassan II, généralement au service de l'État. Parmi eux peuvent être cités Fouad Ali El Himma, Mohamed Rochdi Chraïbi, Hassan Aourid, Mounir Majidi, Mohamed Yassine Mansouri, Fadel Benyaich et Karim Ramzi.
La tradition continue sous le règne de Mohammed VI. Le Collège royal est désormais dirigée par Abdeljalil Lahjomri,, qui est également le secrétaire perpétuel de l'Académie du Royaume du Maroc depuis 2015,.